# Brigitte Borell-Seidel
Brigitte Borell-Seidel, geborene Brigitte Borell, ist eine deutsche Klassische Archäologin.
Brigitte Borell legte ihr Abitur 1968 am Kurfürst-Friedrich-Gymnasium Heidelberg ab. Danach studierte sie bis 1975 im Hauptfach Klassische Archäologie, in den Nebenfächern Ägyptologie, Byzantinistik, Altgriechisch und Kunstgeschichte an den Universitäten München, Heidelberg und Würzburg.
Sie wurde 1976 an der Universität Heidelberg mit einer Arbeit zum Thema Attisch-geometrische Schalen. Eine spätgeometrische Keramikgattung und ihre Beziehungen zum Orient promoviert. Für ihre Grundlagenarbeit zu dieser Keramikgattung wurde ihr für das Jahr 1976/1977 das Reisestipendium des Deutschen Archäologischen Instituts zugesprochen, mit dessen Hilfe sie den Mittelmeerraum bereisen konnte. Zuvor war sie jeweils kurzzeitig Vertretung des Wissenschaftlichen Assistenten am Archäologischen Institut der Universität Heidelberg und Wissenschaftliche Hilfskraft für die Ausgrabungen in Olympia an der Abteilung Athen des Deutschen Archäologischen Instituts. 1978/79 war Borell erneut Mitarbeiterin in Athen, um die Sphyrelata-Bleche aus Brunnen 17 StN in Olympia zu bearbeiten. Später bearbeitete sie unter anderem die Metallartefakte der Heidelberger Universitätssammlung und verfasste einen Katalog zu diesen Stücken. Danach arbeitete sie freiberuflich.
Von 1994 bis 1997 nahm sie an den von John N. Miksic geleiteten Ausgrabungen in Singapur teil, zu dieser Zeit lebte sie auch in der Stadt, 2000 bis 2004 in Rom und von 2004 bis 2006 in Ho-Chi-Minh-Stadt. Um die Jahrtausendwende beschäftigte sie sich in einem von Wolfram Nagel initiierten Projekt mit Singapur in vorkolonialer Zeit. Seit 2006 lebt Borell in Heidelberg und nimmt Lehraufträge an der Universität war.

## Schriften
- Attisch-geometrische Schalen. Eine spätgeometrische Keramikgattung und ihre Beziehungen zum Orient (= Keramikforschungen. Band 2). Philipp von Zabern, Mainz 1978, ISBN 3-8053-0237-1.
- Katalog der Sammlung Antiker Kleinkunst des Archäologischen Instituts der Universität Heidelberg. Band 3, Teil 1: Statuetten, Gefässe und andere Gegenstände aus Metall. Philipp von Zabern, Mainz 1989, ISBN 3-8053-0970-8.
- mit Dessa Rittig: Orientalische und griechische Bronzereliefs aus Olympia. Der Fundkomplex aus Brunnen 17 (= Olympische Forschungen. Band 26). Walter de Gruyter, Berlin/New York 1998, ISBN 3-11-015091-3.
- Singapur in vorkolonialer Zeit. Schriftliche Überlieferung und archäologische Zeugnisse. Eine Zwischenbilanz (= Abhandlungen für die Kunde des Morgenlandes. Band 53,2). Ergon, Würzburg 2001, ISBN 3-933563-95-X.